# 이종혁 (성우)
이종혁(1957년 8월 2일 ~ )은 대한민국의 성우로, 1979년 연극 배우로 활동하다가, 1983년 문화방송 성우극회 공채 9기로 입사했다.

## 출연작품

### 방송
- 《CSI 과학수사대》(MBC) - 짐 브래스(폴 길포일)
- 《프리즌 브레이크》(SBS) - 티백(로버트 네퍼)
- 《미녀와 뱀파이어》(MBC)
- 《천황의 나라 일본》(MBC)
- 《칠협오의》(SBS) - 황제
- 《프로파일러》(SBS) - 존(줄리언 맥마흔)
- 《24》(MBC) - 칼
- 《CSI 마이애미》(MBC) - 미 국무부 간부
- 《밴드 오브 브라더스》(MBC) - 빌 가니어(프랭크 존 휴스)
- 《안녕! 노디》(MBC)
- 《가면라이더 드래건》(투니버스) - 편집장
- 《명탐정 코난 드라마스페셜 - 남도일의 부활》(투니버스) - 천만석
- 《만화열전 - 힙합》(MBC 라디오) - 이대균
- 《장미가 없는 꽃집》(JTBC) - 시조 켄고(테라지마 스스무)
- 《국희》(MBC)
- 《인간시대》(MBC)
- 《여명의 눈동자》(MBC)
- 《한지붕 세가족》(MBC)
- 《스페셜 유닛》(iTV) - 칼(대니 우드번)
- 《명탐정 브라운 신부》(PBC) - 발레타인 경위(휴고 스피어)

### 애니
- 금발의 제니 (MBC)
- 닥터 슬럼프 (MBC) - 마실릿 박사 / 미리 아빠
- 꼬마 마법사 레미 (MBC) - 레미 아버지
- 트리니티 블러드 (투니버스) - 윌리엄 월터 워즈워스
- 학교괴담 (투니버스) - 다크시니
- 더 파이팅 (투니버스) - 공명석
- 오란고교 사교클럽 (투니버스) - 후지오카 료지(란카)
- 은혼 (투니버스) - 우주동자
- 레츠고 MBA (SBS)
- 은하순찰대 (MBC)
- 세느강의 별 (MBC)
- 스타잔 (MBC)
- 꿈돌이 (MBC)
- 요술소녀 (MBC)
- 용자지령 다그온 (SBS) - 해설 / 교장선생님/브레이브 성인/그외 단역 다수
- 용감한 죠리 (MBC)
- 보그맨 특공대
- 파이팅! 대운동회 (SBS) - 황당해 / 미스터 미라클 / 기자
- 기동전사 건담 0083 (MBC) - 파사로프
- 레카 삼국지 (MBC) - 말벌장로 / 동탁 / 손견 / 사마귀대신3
- 하얀마음 백구 (SBS)
- 세계명작동화 (SBS)
- 큐빅스 (SBS)
- 기동전함 나데카 (SBS) - 회계사
- 일지매 (SBS) - 도박꾼 / 왕대인
- 울트라맨 (MBC) - 장 호 (조종사) 대원
- 스피릿 (SBS) - 상사
- 거북이 특공대Z (SBS) - 박스터 스토크먼 / 수호자
- 용의 아들 (SBS)
- 하얀 낙타 (SBS) - 알리
- 유령대소동 (MBC)
- 우주탐사 2100년 (MBC)
- 지구조난자 마룬 (MBC)
- 에그보이 코루 (MBC)
- 안녕 토토비 (MBC)
- 축구왕 슛돌이 (SBS) - 레오 / 프랭 / 장내 아나운서 / 알버트 동생
- 피구왕 통키 (SBS) - 탁용칠 / 나한상
- 헬로 스팽크 (투니버스) - 이준오
- 오! 패밀리 (투니버스)
- 물지 않는 다큘라 백작 (투니버스) - 내니
- 환상마전 최유기 (애니원) - 청일색
- 랠프의 스파이 대작전 (챔프) - 앵거스
- 키다리 아저씨 (MBC)
- 마법천자문 (MBC) - 말세장군
- 마르코 폴로의 모험 (MBC)
- 우주용사 다이노서 (MBC)
- 알프스의 메아리 (MBC)
- 신비한 바다의 나디아 (MBC)
- 털보아저씨와 꾸러기들 (MBC)
- 로빈 훗의 모험 (MBC)
- 도전자 허리케인 (MBC)
- 시간탐험대 (MBC) - 압둘라
- 보거스는 내 친구 (MBC)
- 미래용사 볼트론 (MBC) - 로토
- 재키와 머피 (MBC)
- M-3 특공대 (MBC)
- 벼리의 시간여행 (MBC)
- 백수왕 고라이온 (MBC) - 싱크라인(로토,로토스)
- 페이퍼 월드 (MBC)
- 알렉스의 모험 (MBC)
- 레드바론 (MBC) - 오 기자
- 낚시왕 강바다 (MBC) - 편집장
- 동물 보물섬 (MBC)
- 마이티 마우스 (MBC)
- 발리언트 (MBC)
- 천원돌파 그렌라간 (애니맥스) - 다얏카 / 구암
- 철인버디 (애니맥스) - 고메스
- 마법 냐옹이 타루토 (애니맥스) - 가레트
- 포포의 이야기 나라 (MBC)
- 공각기동대 - Stand alone complex (애니원) - 장관
- 엄마는 4학년 (투니버스)
- 만능 비리몽 (재능TV)
- 바우와우 (비디오)
- 트라이건 (비디오) - 레거트 블루 서머즈 / 조이 / 선장
- 지옥소녀 (애니맥스) - 형사 반장
- 명탐정 코난 (투니버스) - 형사6
- 나루토 (투니버스) - 원후왕 엔마
- 레이브 (투니버스) - 카무
- 탐정학원 Q (투니버스) - 불량학생2
- 사무라이 참프루 (투니버스) - 판관
- 몬스터 (투니버스) - 길렌
- 출격 로보텍 (SBS) - 맥스 / 칼 리버
- 동화 속 과학탐험 (SBS)
- 내 사랑 뚱 (MBC)
- 키즈 CSI 과학수사대 (MBC)
- 무적용사 사자왕 (투니버스)
- 기갑경찰 메탈잭 (투니버스) - 사령관
- 기신병단 (투니버스) - 빌
- 오거스 02 (투니버스) - 질로퍼
- 코라의 전설 (니켈로디언) - 히로시
- 아웅다웅 동화나라 (MBC)
- 바시르와 왈츠를 (MBC) - 론 벤 이샤이
- 드래곤 길들이기 : 버크의 라이더 (카툰네트워크)
- 보글보글 쿡 (MBC) - 쿠스틱
- 싱싱초밥단 코부시 (투니버스) - 문어 사부
- 그림명작동화 (MBC)
- 패트와 매트 (비디오, 재능TV) - 패트
- 터보 (MOVIE) - 바비
- 라이스 맨 (MBC)
- 바오밥섬의 파오파오 (EBS) - 할아버지
- 허풍선이 과학쇼 (EBS)
- 응까 소나타 (MBC)
- 은하탐정 케인 (SBS)
- 코라의 전설 (니켈로디언) - 사토 히로시
- 리틀 네모 - 지니어스 교수
- 괴도 조커 (카툰네트워크) - 미니미니 왕
- 허풍선이 과학쇼 시즌2 (EBS1) - 뮌하우젠
- 아빠 어릴 적엔 (MBC)
- 이집트 왕자 2: 요셉 이야기 - 유다
- 신비아파트: 고스트볼X의 탄생 (투니버스) - 원장
- 신비아파트 고스트볼 더블X: 6개의 예언 (투니버스) - 벨페고르
- 렛츠 고릴라! (KBS) - 프랑코
- 로보짱 큐빅스 (SBS)
- 꼬마신랑 쿵도령 - 진 진사
- 헬로 카봇 (KBS) - 우가바
- 헬로 카봇 스타가디언 (SBS) - 우가바 X

### 영화
- 《아이엠 샘》 (MBC) - 샘 도슨 (숀 펜)
- 《리틀 빅 히어로》 (MBC) - 버나드 '버니' 라플란테/Bernard 'Bernie' Laplante (더스틴 호프먼)
- 《와일드 씽》 (SBS) - 레이 듀퀘트/Ray Duquette (케빈 베이컨/Kevin Bacon)
- 《유령수업》 (비틀쥬스, MBC) - 아담 메이틀랜드/Adam Maitland (앨릭 볼드윈)
- 《의천도룡기》 (MBC) - 청익복왕 (오요한)
- 《함정》 (MBC) - 올리버 랭, 윌리엄 페니모어/Oliver Lang, William Fenimore (팀 로빈스)
- 《내겐 너무 가벼운 그녀》 (MBC) - 로즈메리 아빠
- 《휴먼 스테인》 (SBS) - 레스터 (에드 해리스)
- 《토네이도》 (MBC) - 볼프강 사이츠 박사 (마르쿠스 보이센)
- 《버티칼 리미트》 (SBS)
- 《투모로우》 (MBC) - 테리 랩슨 (이언 홈)
- 《본 얼티메이텀》(MBC) - 보슨 부국장 (데이비드 스트래던)
- 《마이 걸》 (MBC) - 해리 (댄 애크로이드)
- 《풀 프루프》 (SBS) - 메이슨 형사 (제임스 알로디)
- 《오션스 일레븐》 (SBS) - 리빙스턴 델(에디 제미선) / 러스티의 친구(셰인 웨스트)
- 《나쁜 녀석들 2》 (MBC) - 바르가스(제이슨 마누엘 올라자발)
- 《애딕티드 러브》 (SBS) - 앤튼
- 《신투첩영》 (SBS)
- 《러브 레터》 (SBS) - 남자 이츠키의 아빠(스즈키 케이지), 여자 이츠키의 고모부(미츠이시 켄)
- 《세인트》 (SBS) - 스콜라로프
- 《뉴 이어스 데이》 (SBS) - 스티븐의 아버지(마이클 키친)
- 《소림축구》 (SBS) - 강웅 (서현)
- 《귀여운 여인》 (SBS) - 필립(제이슨 알렉산더)
- 《베른의 기적》 (SBS) - 프리츠
- 《스위크 노벰버》 (SBS) - 레드퍼드 던(로버트 조이)
- 《연애사진》 (SBS)
- 《잔 다르크》 (SBS) - 꼬숑
- 《사랑의 만화경》(SBS)
- 《최종 분석》 (SBS)
- 《아임 낫 스케어드》 (SBS) - 피노(디노 아브레시아)
- 《고스트 쉽》 (SBS) - 숀 머피(개브리얼 번)
- 《배트맨 비긴즈》(SBS) - 짐 고든 형사(게리 올드먼) / 이사 외
- 《클린》 (SBS)
- 《메달리온》 (SBS) - 왓슨(리 에번스)
- 《러시아워2》 (SBS) - 릭키 탄(존 론)
- 《미지의 코드》(SBS)
- 《바람과 함께 사라지다》(SBS)
- 《매드맥스3》(SBS)
- 《왓 라이즈 비니스》(SBS)
- 《맥시멈 리스크》(SBS) - 세바스찬(장 위그 앙글라르)
- 《로미오 머스트 다이》(SBS) - 맥(이사야 워싱턴)
- 《젠 엑스 캅》(SBS) - 두반장(진호)
- 《라붐》(SBS)
- 《솔저》(SBS)
- 《대부2》(SBS) - 기어리
- 《U-571》(SBS) - 히쉬 중령(제이크 워버)
- 《배트맨》(SBS) - 에디(조지 로스)
- 《형사 니코》(SBS)
- 《사랑과 영혼》(SBS)
- 《제5원소》(SBS)
- 《쥬라기 공원2》(SBS) - 러틀로우
- 《폴리스 아카데미》(MBC)
- 《비상계엄》(MBC) - 대니(마크 밸리)
- 《콘 에어》(MBC) - 자니23(대니 트레조)
- 《애프터 썬셋》(MBC) - 스태포드(미켈티 윌리엄슨) / 에드(톰 맥고원) / 스텐의 동료(로버트 커티스 브라운) / 경비 책임자(앨런 데일)
- 《모래와 안개의 집》(MBC) - 베라니(벤 킹즐리)
- 《프로젝트 B》(MBC) - 다카자와(코예야마 아키라)
- 《후크》 (MBC)
- 《주성치의 성전강호》(SBS)
- 《콜드 마운틴》(MBC)
- 《이탈리안 잡》(MBC) - 중개 상인(보리스 리 크루토노그) / 경찰(지미 슈버트)
- 《아들의 방》(MBC) - 필리포 아버지
- 《썬더하트》(MBC)
- 《007 옥토퍼시》(MBC)
- 《동방삼협》(MBC) - 공공
- 《올 더 프리티 호스》(MBC) - 라울 경찰서장
- 《판타스틱 소녀 백서》(MBC) - 이니드 아빠(밥 발라반)
- 《우나기》(MBC) - 다카자키(감옥소 동료)(에모토 아키라)
- 《타인의 삶》(MBC) - 안톤 그루비츠(울리히 터커)
- 《무인 곽원갑》(MBC) - 경손(동용)
- 《히달고》(MBC) - 촌장(오마 샤리프)
- 《동방불패2》(MBC) - 전게운(이가정)
- 《엘프》(MBC) - 월터(제임스 칸)
- 《더 록》(MBC) - 워맥(존 스펜서)
- 《잔 다르크》(MBC) - 샤를 7세(존 말코비치)
- 《라이징 선》(MBC) - 에디
- 《긴급명령》(MBC) - 에스코베도
- 《러시아워》(MBC) - 한영사
- 《디 아이》(MBC) - 로 박사
- 《에버 애프터》(MBC) - 레오나르도 다빈치(패트릭 가드프리), 레피유
- 《씬 레드 라인》(MBC) - 매크런(존 새비지)
- 《캐릭터》(MBC) - 렌텐스테인, 의사
- 《링2》(MBC) - 오이타
- 《애수》(MBC) - 헨리 마일스(스티븐 레아)
- 《책상서랍 속의 동화》(MBC) - 촌장 티안(티안 젠다)
- 《아스테릭스 2: 미션 클레오파트라》(MBC) - 아몬보피스(제라르 다르몽)
- 《패밀리 맨》(MBC) - 민츠(사울 루비넥) / 잭의 장인(하브 프레스넬)
- 《타이쿠스》(MBC) - 스텐 올튼(칙 베네라)
- 《디레일드》(MBC) - 메이슨 콜(토마스 아라나)
- 《스콜피온 킹》(MBC) - 아가멤논
- 《포트리스2》(MBC) - 텔러 소장(패트릭 말라히드)
- 《보통 사람들》(MBC) - 버거 박사
- 《영웅신탐》(MBC)
- 《007뷰투어킬》(MBC)
- 《비욘드 랭군》(MBC)
- 《어비스》(MBC)
- 《머더 바이 넘버》(SBS) - 샘 케네디(벤 채플린)
- 《트레이닝 데이》(SBS) - 스탠(톰 베린져) / 스나이퍼(레이먼드 크루즈) / 코카인 중독자(윌 스튜어트)
- 《에너미 오브 스테이트》(SBS)
- 《스내치》(MBC) 보리스
- 《7일간의 사랑》(SBS)
- 《더 팬》(MBC)
- 《에어 포스 원》(MBC) - 로이스(폴 길포일)
- 《12명의 성난 사람들》(MBC) - 배심장(코트니 B. 반)
- 《나쁜 녀석들》(MBC)
- 《덴젤 워싱턴의 킬링 머신》(MBC)
- 《라스트 모히칸》(MBC)
- 《플레드》(MBC)
- 《에디》(MBC)
- 《퀘스트》(MBC)
- 《제로니모》(MBC)
- 《피고인》(MBC)
- 《패트리어트》(MBC)
- 《피아니스트》(MBC) - 헬러(로이 스마일즈) / 레드니츠키(체자리 코신스키)
- 《쓰리》(SBS) - 천(정즈웨이)
- 《사선에서》(MBC) - 부스(존 말코비치)
- 《빠삐용》(MBC)
- 《리전에어》(MBC) - 스타인캠프(스티븐 버코프)
- 《붉은 가마》(MBC) - 이평와(조군)
- 《이너스페이스》(MBC)
- 《부라보 투 제로》(MBC)
- 《겨울 전쟁》(MBC)
- 《써머스비》(MBC) - 도슨
- 《사랑의 블랙홀》(MBC)
- 《볼링 포 콜럼바인》(MBC)
- 《체인 리액션》(MBC)
- 《피스메이커》(MBC)
- 《공포의 룸메이트》(MBC)
- 《왓처》(MBC)
- 《윌로우》(MBC)
- 《어니스트 슬램덩크》(MBC) - 베리(실크 코자트)
- 《캠퍼스 대소동》(SBS)
- 《고질라》(MBC)
- 《순류역류》(MBC) - 피블로
- 《스폰》(MBC)
- 《갱스 오브 뉴욕》(MBC)
- 《바비》(MBC) - 팀 폴론(에밀리오 에스테베즈) / 피셔(애슈턴 쿠처)
- 《유니버셜 솔져 - 그 두 번째 임무》(MBC) - 코트너 박사
- 《스트리트 파이터》(MBC) - 사가트(웨스 스투디)
- 《천녀유혼2》(MBC) - 보도자항
- 《디디에》(SBS)
- 《애스터로이드》(SBS)
- 《컵》(MBC) - 안내자
- 《스톰 캐쳐》(MBC)
- 《크림슨 타이드》(MBC)
- 《패트리어트 게임》(MBC)
- 《업 클로즈 앤 퍼스널》(MBC)
- 《코브라》(MBC) - 곤잘레스(레니 산토니)
- 《라이징 선》(MBC)
- 《북경의 55일》(SBS)
- 《다이얼 M을 돌려라》(MBC)
- 《에일리언3》(SBS)
- 《더티 해리 4 - 써든 임팩트》(MBC)
- 《5번가의 비명》(MBC) - 필
- 《인자무적》(MBC) - 엽개
- 《라스트 런》(MBC) - 쉬프(데이빗 폭시)
- 《함정》(MBC) - 올리버 랭(팀 로빈스)
- 《록 스탁 앤 투 스모킹 배럴즈》(MBC) - 크리스(비니 존스/피터 맥니콜)
- 《레이더스》(MBC) - 디트리히(볼프 칼러)
- 《유니버셜 솔저 - 그 두 번째 임무》(MBC) - 코트너(잰더 버클리)
- 《이벤트 호라이즌》(MBC) - 스미스(숀 퍼트위)
- 《탱크걸》(MBC) - 스몰(돈 하비)
- 《폴리》(MBC) - 이그나시오(치치 마린)
- 《해커즈》(MBC) - 유진 페스트(피셔 스티븐스)
- 《록시》(MBC) - 디키 아빠(그레이엄 벡켈)
- 《누가 로저 래빗을 모함했나》(MBC) - 둠 판사(크리스토퍼 로이드) / 전차 승무원
- 《캡틴 아메리카: 윈터 솔져》(MBC) - 안전 사회 의원(앨런 데일)
- 《플래툰》(MBC) - 킹(키스 데이빗)
- 《새벽의 7인》(MBC) - 츄르다(마틴 쇼)
- 《이연걸의 탈출》(SBS) - 테러범(임국빈)
- 《아수라》(SBS) - 단(유석현)
- 《써든 데스》(MBC) - 조슈아의 부하(마이클 개스턴) / 코치(켄 밀칙)
- 《007 리빙 데이라이트》(MBC) - 사운더스(토마스 휘틀리) / 캄란(아트 말릭)
- 《007 유어 아이스 온리》(MBC) - 아리스토틀 크리스타토스(줄리언 글러버) / 조지 호 선장(피터 폰테인)
- 《형사 스타크》(MBC) - 샘(마이클 챔피언)
- 《언제나 마음은 태양》(MBC) - 펄먼(그래햄 찰스)
- 《브레이크 다운》(MBC) - 보안관(렉스 린)
- 《금옥만당》(MBC) - 요걸(종진도)
- 《페리스의 해방》(MBC) - 불량배(찰리 쉰)
- 《딥 임팩트》(MBC) - 레오의 아버지(리처드 시프) / 울프 박사(찰스 마틴 스미스)
- 《중안조》(MBC) - 왕일비(나가영) / 수사관(가수량)

### 게임
- 스타크래프트 II - 쿠퍼
- 에이지 오브 미솔로지 - 아가멤논
- 로스트 오딧세이
- 도타2 - 환영창기사

## 같이 보기
- 문화방송 성우극회